# Olesicampe californica
Olesicampe californica är en stekelart som först beskrevs av Cresson 1879.  Olesicampe californica ingår i släktet Olesicampe och familjen brokparasitsteklar. Inga underarter finns listade i Catalogue of Life.